# Harfa
Harfa je žičano glazbalo s tipično dvije do šest oktava, sa sedam žica po oktavi. Nađene su neke vrste u Africi, Europi, Aziji i Americi. Danas se koristi po cijelom svijetu iako nije popularna poput nekih drugih žičanih instrumenata. Harfa se ubraja među najstarija i najraširenija trzalačka glazbala. Ima trokutasti okvir unutar kojega je napet niz žica nejednake dužine (što uzrokuje različite tonske visine) i različite boje (radi lakšeg razabiranja velikog broja žica pri sviranju). Da bi se omogućio što veći broj žica harfa je kasnije izrađena iz dva komada drveta, koji se spajaju na krajevima, a ovaj model je poznat kao 'angle harp'.
Harfa se svira objema rukama, trzanjem žica vrhovima prstiju. Stoji na postolju na kojem je sedam pedala. Zvuk harfe je vrlo bogat i plemenit, ali nedovoljno velike snage i prodornosti, tako da najbolje dolazi do izražaja u solističkim nastupima ili solo izvedbama u orkestru. Jedino je glissandom i brzim prijenosom preko većeg broja žica moguće probiti gušći zvuk orkestra. Vrlo se često harfa može sresti kao pratnja nekom melodijskom instrumentu ili vokalu.

## Povijest
Harfa je vrlo staro glazbalo i pojavljuje se već u najdaljoj prapovijesti u mnogim dijelovima svijeta. Učestalo se pojavljuje u egipatskoj, grčkoj, židovskoj i keltskoj umjetnosti i književnosti, tijekom cijelog srednjeg vijeka.  Zajedničko obilježje harfi svih razdoblja njihov je okvir koji može tvoriti kut ili brid.
Današnja orkestralna harfa datira iz 19. stoljeća i predstavlja složenu (i vrlo skupu) inačicu osnovne harfe. Oblik harfe koji izgleda kao luk, koristi se i danas. Pošto su žice ugođene uvijek u jednom tonu (u današnje vrijeme to je Ces-dur), proširenje opsega oduvijek je predstavljalo veliki izazov. Prije nego što je izumljen pedalni sustav, intonacija se ugađala pomoću priručnih kvačica, što je bilo vrlo nespretno. Pedalni sustav izumljen je i usavršen u Bavarskoj i Francuskoj, a omogućuje podizanje intonacije za cijeli ili pola tona, i to na način da se mijenja intonacija svih istoimenih tonova u svim oktavama.

## Tehnika sviranja
Harfa se u pravilu svira svim prstima, osim malim prstom koji je uglavnom prekratak i slab da bi njime bilo moguće potezati žice. Većina oblika harfi zahtijeva samo korištenje ruku, dok se na nekim modelima koji imaju pedale koriste i noge.
Najčešća tehnika sviranja harfe je arpeggio (tonovi i akordi nižu se vrlo brzo jedan za drugim), te glissando (prelaženje rukama preko svih žica). Na harfi se može izvoditi jednako složena glazba kao i na glasoviru, iako se istodobno može odsvirati samo osam tonova jer se mali prsti ne koriste.

## Vanjske poveznice
- Harp Spectrum - Osnovne informacije o harfi
- Your harpist  Arhivirana inačica izvorne stranice od 1. prosinca 2008. (Wayback Machine) - Informacije o harfi s punim dijagramom i dijelovi izdavača